# Sinapsă chimică
Sinapsa chimică este o sinapsă undirecțională, adică permite trasmiterea impulsului numai de la formațiune presinaptică (depozitul mediatorului) la formațiunea post sinaptică ce conține receptori specifici.
În cadrul sinapsei chimice  transmiterea sinaptică se realizează prin intermediul unei substanțe chimice specifice, denumită neurotransmițător chimic sau neuromediator chimic.
În patologia umană majoritatea afecțiunilor sistemului nervos central  au ca mecanism fizio-patologic tulburări morfo-funcționale ale sinapselor chimice, de exemplu: schizofrenie, depresie, boala Parkinson, miastenia gravis, boala Alzheimer.

## Componentele sinapsei chimice
- Componenta presinaptică
- Fanta sinaptică
- Componenta postsinaptică

### Componentapresinaptică
este în principal constituită din butoni axonali, dar poate fi reprezentată și de dendrite sau corpi neuronali. Conține în principal vezicule sau granule, dar se întâlnesc și mitocondrii, reticul endoplasmic neted și microtubuli.
Veziculele pot fi diseminate în citoplasmă sau ancorate de membrana presinaptică, acolo unde se află localizati receptorii presinaptici, modulatori care intervin în mecanismul de feedback pozitiv sau negativ prin care se reglează eliberarea si recaptarea neuromediatorului.
Neuromediatorii chimici sunt clasificați în funcție de structura chimică, și de efectul asupra neuronilor postsinaptici:
| Transmisia       | Mediatorul chimic | Receptorii |
| ---------------- | --- | --- |
| Colinergică      | Acetilcolina | N 1-2 M1-5(muscarinici) |
| Adrenergică      | Noradrenalină, Adrenalină                                                                                                  | {\displaystyle \alpha \,1\!} , {\displaystyle \alpha \,2\!}, {\displaystyle \beta \,1\!}, {\displaystyle \beta \,2\!}, {\displaystyle \beta \,3\!}, {\displaystyle \beta \,4\!} |
| Dopaminergică    | Dopamina | D1-D5 |
| Serotoninergică  | Serotonina (5 hidroxitriptamina)                                                                                           | 5HT1 (A, B, C, D, E, F) 5HT2 5HT3 5HT4-7 |
| Melatoninergică  | Melatonina (5metoxi-N-acetiltriptamina)                                                                                    | ML1 |
| Histminergică    | Histamina | H1 H2 H3 |
| Purinergică      | Adenozina ATP, AMP ciclic GTP GMP ciclic                                                                                   | P1 A1 A2a-b A3 |
| GABA-ergică      | Acid gama aminobutiric | GABAA GABAB |
| Glutamat-ergică  | Acid glutamic, Acid aspartic                                                                                               | canale ionice, NMDA familia proteinei G |
| Glicinergică     | Aminoacizi inhibitori, Taurina Glucina                                                                                     | Familia canalelor ionice NMDA |
| Opioidergică     | Enkefaline, Endorfine, Dinorfine                                                                                           | {\displaystyle \mu \,1-2\!}, {\displaystyle \delta \,1-2\!}, {\displaystyle \kappa \,1-2\!}                                                                                     |
| Tahikin-ergică   | Substanța P, Neurokinina                                                                                                   | NK1, NK2 |
| Eicosanoidergică | Derivați de acid arahidonic: Prostaglandine PGE2, PGF 2{\displaystyle \alpha \!}, PGI2 Leucotriene LT(A-F) Tromboxani TXA2 | |

Neuromediatorii prezentați pot avea diferite efecte asupra celulei postsinaptice putîndu-se astfel deosebi:
- neuromediatori cu efect de excitare a celulei postsinaptice : acidul glutamic, substanța P
- neuromediatori cu efect de inhibare : GABA, glicina.

Proteinele funcționale din spațiule presinaptic sunt :
- proteine citoplasmatice

se găsesc sub formă de fibrile proteice (în rețea unde se află diseminate veziculele cu neuromediatori, sau ancorate în membrana celulară presinaptică)
- proteine veziculare

au rol în dinamica veziculelor dar se pare ca au rosl și în exocitoză.
- proteine membranare

au rol în transmiterea sinaptică, între acestea :
- - proteinele din canalele de Ca2+ din membrana presinaptică avind rol de reglare a concentrației ionului de Ca2+
  - neurexinele proteine cu rol de recunoastere celulară și moleculară

Receptorii membranari presinaptici sunt receptori modulatori ai concentrației de neuromediatori în fanta sinaptică.

### Fanta sinaptică
este numită și spațiu joncțional, avînd o dimensiune de circa 20-40nm, conține lichid extracelular dar și elemente extracelulare nervoase de tipul glicoproteinelor colagenului etc.

### Componenta postsinaptică
Este constituită dintr-o porțiune îngroșată a membranei plasmatice din celula postsinaptică:
- receptori post sinaptici, specifici pentru neuromediatori responsabil de declanșarea efectului în celula postsinaptică